# Pedicularis furbishiae
Espèce
Classification APG III (2009)
Pedicularis furbishiae est une espèce de plantes à fleurs. Elle appartient à la famille des Scrophulariaceae selon la classification classique, ou à celle des Orobanchaceae selon la classification phylogénétique.
On pensait cette espèce éteinte depuis 1880, avant qu'elle ne soit redécouverte dans les années 1970.
On la trouve dans la province canadienne du Nouveau-Brunswick ainsi que dans l'État américain du Maine.